# Liste du meilleur pourcentage à trois points en NBA par saison
Cette liste présente les meilleurs marqueurs à trois points en NBA par saison
Pour la National Basketball Association (NBA) le meilleur dans cette statistique est le joueur avec le plus haut pourcentage de réussite pour une saison donnée. Pour faire partie du classement depuis la saison 2013-2014 le joueur doit avoir au moins 82 paniers à trois points réussis. À la création du tir à trois points en 1979 jusqu'en 1990, il fallait au moins 25 paniers à trois points réussis pour faire partie du classement, puis 50 paniers jusqu'en 1994, 82 paniers jusqu'en 1997 et 55 paniers jusqu'en 2013 (hormis les grèves des saisons 1998-1999 et 2011-2012 qui ont raccourci celles-ci).

## Classement
|            |            | Joueur encore en activité en NBA                      |                                                       |                                                       |                                                       |                                                       |
|            |            | Joueur intronisé au Basketball Hall of Fame           |                                                       |                                                       |                                                       |                                                       |
| Joueur (X) | Joueur (X) | Le nombre entre parenthèses indique le total de titre | Le nombre entre parenthèses indique le total de titre | Le nombre entre parenthèses indique le total de titre | Le nombre entre parenthèses indique le total de titre | Le nombre entre parenthèses indique le total de titre |

| Saison    | Joueur            | Équipe                                        | Réussis | Tentés | Taux de réussite |
| --------- | ----------------- | --------------------------------------------- | ------- | ------ | ---------------- |
| 1979-1980 | Fred Brown        | SuperSonics de Seattle                        | 39      | 88     | 44,32 %          |
| 1980-1981 | Brian Taylor      | Clippers de San Diego                         | 44      | 115    | 38,26 %          |
| 1981-1982 | Campy Russell     | Knicks de New York                            | 25      | 57     | 43,86 %          |
| 1982-1983 | Mike Dunleavy Sr. | Spurs de San Antonio                          | 67      | 194    | 34,54 %          |
| 1983-1984 | Darrell Griffith  | Jazz de l'Utah                                | 91      | 252    | 36,11 %          |
| 1984-1985 | Byron Scott       | Lakers de Los Angeles                         | 26      | 60     | 43,33 %          |
| 1985-1986 | Craig Hodges      | Bucks de Milwaukee                            | 73      | 162    | 45,06 %          |
| 1986-1987 | Kiki Vandeweghe   | Trail Blazers de Portland                     | 39      | 81     | 48,15 %          |
| 1987-1988 | Craig Hodges (2)  | Bucks de Milwaukee, Suns de Phoenix           | 86      | 175    | 49,14 %          |
| 1988-1989 | Jon Sundvold      | Heat de Miami                                 | 48      | 92     | 52,17 %          |
| 1989-1990 | Steve Kerr        | Cavaliers de Cleveland                        | 73      | 144    | 50,69 %          |
| 1990-1991 | Jim Les           | Kings de Sacramento                           | 71      | 154    | 46,10 %          |
| 1991-1992 | Dana Barros       | SuperSonics de Seattle                        | 83      | 186    | 44,62 %          |
| 1992-1993 | B.J. Armstrong    | Bulls de Chicago                              | 63      | 139    | 45,32 %          |
| 1993-1994 | Tracy Murray      | Trail Blazers de Portland                     | 50      | 109    | 45,87 %          |
| 1994-1995 | Steve Kerr (2)    | Bulls de Chicago                              | 89      | 170    | 52,35 %          |
| 1995-1996 | Tim Legler        | Bullets de Washington                         | 128     | 245    | 52,24 %          |
| 1996-1997 | Glen Rice         | Hornets de Charlotte                          | 207     | 440    | 47,05 %          |
| 1997-1998 | Dale Ellis        | SuperSonics de Seattle                        | 127     | 274    | 46,35 %          |
| 1998-1999 | Dell Curry        | Bucks de Milwaukee                            | 69      | 145    | 47,59 %          |
| 1999-2000 | Hubert Davis      | Mavericks de Dallas                           | 82      | 167    | 49,10 %          |
| 2000-2001 | Brent Barry       | SuperSonics de Seattle                        | 109     | 229    | 47,60 %          |
| 2001-2002 | Steve Smith       | Spurs de San Antonio                          | 116     | 246    | 47,15 %          |
| 2002-2003 | Bruce Bowen       | Spurs de San Antonio                          | 101     | 229    | 44,10 %          |
| 2003-2004 | Anthony Peeler    | Kings de Sacramento                           | 68      | 141    | 48,23 %          |
| 2004-2005 | Fred Hoiberg      | Timberwolves du Minnesota                     | 70      | 145    | 48,28 %          |
| 2005-2006 | Richard Hamilton  | Pistons de Détroit                            | 55      | 120    | 45,83 %          |
| 2006-2007 | Jason Kapono      | Heat de Miami                                 | 108     | 210    | 51,43 %          |
| 2007-2008 | Jason Kapono (2)  | Raptors de Toronto                            | 57      | 118    | 48,31 %          |
| 2008-2009 | Anthony Morrow    | Warriors de Golden State                      | 86      | 184    | 46,74 %          |
| 2009-2010 | Kyle Korver       | Jazz de l'Utah                                | 59      | 110    | 53,64 %          |
| 2010-2011 | Matt Bonner       | Spurs de San Antonio                          | 105     | 230    | 45,65 %          |
| 2011-2012 | Steve Novak       | Knicks de New York                            | 133     | 282    | 47,16 %          |
| 2012-2013 | Jose Calderon     | Raptors de Toronto, Pistons de Détroit        | 130     | 282    | 46,10 %          |
| 2013-2014 | Kyle Korver (2)   | Hawks d'Atlanta                               | 185     | 392    | 47,19 %          |
| 2014-2015 | Kyle Korver (3)   | Hawks d'Atlanta                               | 221     | 449    | 49,22 %          |
| 2015-2016 | J.J. Redick       | Clippers de Los Angeles                       | 200     | 421    | 47,51 %          |
| 2016-2017 | Kyle Korver (4)   | Hawks d'Atlanta, Cavaliers de Cleveland       | 162     | 359    | 45,13 %          |
| 2017-2018 | Darren Collison   | Pacers de l'Indiana                           | 96      | 205    | 46,83 %          |
| 2018-2019 | Joe Harris        | Nets de Brooklyn                              | 183     | 386    | 47,41 %          |
| 2019-2020 | George Hill       | Bucks de Milwaukee                            | 81      | 176    | 46,02 %          |
| 2020-2021 | Joe Harris (2)    | Nets de Brooklyn                              | 211     | 444    | 47,52 %          |
| 2021-2022 | Luke Kennard      | Clippers de Los Angeles                       | 190     | 423    | 44,92 %          |
| 2022-2023 | Luke Kennard (2)  | Clippers de Los Angeles, Grizzlies de Memphis | 133     | 269    | 49,44 %          |
| 2023-2024 | Grayson Allen     | Suns de Phoenix                               | 205     | 445    | 46,07 %          |
| 2024-2025 | Seth Curry        | Hornets de Charlotte                          | 83      | 182    | 45,60 %          |